# 周清現
周清現，甘肅文县人。清朝政治人物、進士出身。
嘉慶十六年年，登進士，授四川安縣、彭山縣、羅江縣知縣，后升任直隸州知州。